# Finští Tataři
Finští Tataři (tatarsky Finlandiyä Tatarları, finsky Suomen tataarit, švédsky Finländska tatarer) jsou národnostní menšinou ve Finsku. Jejich počet se odhaduje na 600 až 700 osob.

## Historie
První zmínka o Tatarech ve Finsku pochází z roku 1836 a šlo o vojáky carské armády. Hlavní migrační vlna přišla koncem devatenáctého století a tvořili ji Mišarští Tataři z okolí města Sergač. Věnovali se převážně drobnému obchodu, postupně se v zemi usazovali a stěhovaly se za nimi rodiny. Po říjnové revoluci hledali ve Finsku azyl představitelé panturkismu jako např. Alimcan Idris. První Tatar získal finské občanství v roce 1919. Po druhé světové válce přišly do Finska stovky Tatarů z Vyborgu a Estonska.
Tataři se dobře integrovali do většinové společnosti, 156 mužů a 21 žen bojovalo za Finsko v zimní válce. Padlým vojákům byl vztyčen roku 1987 pomník na muslimském hřbitově v Helsinkách. 
Většina finských Tatarů vyznává sunnitský islám. Sdružuje je Finská islámská kongregace (Suomen Islam-seurakunta) sídlící v Helsinkách a Tamperská tatarská kongregace (Tampereen tataariseurakunta), významná mešita se také nachází ve městě Järvenpää. Zinnetullah Ahsen Böre pořídil první překlad Koránu do finštiny. Pod vlivem Turecka začali finští Tataři v období mezi světovými válkami zapisovat svůj jazyk latinkou místo arabského písma. V Helsinkách existovala základní škola s výukou v tatarštině, zrušená pro nedostatek žáků v roce 1969.
Z tatarských pokrmů ve Finsku zdomácněl peremeč (pärämäts).

## Osobnosti
- Atik Ismail, fotbalista
- Aisa Hakimcan, umělec
- Jasmin Hamid, herečka
- Lotfi Nasib, hokejista